# Buch (Vorarlberg)
Pour les articles homonymes, voir Buch.
Buch est une commune autrichienne du district de Bregenz dans le Vorarlberg.